# Alfonso Maria Fusco
Alfonso Maria Fusco (23. března 1839, Angri – 6. února 1910, tamtéž) byl italský římskokatolický kněz, spoluzakladatel kongregace Sester svatého Jana Křtitele. Katolická církev jej uctívá jako světce.

## Život
Narodil se dne 23. března 1839 v italské obci Angri jako první z pěti dětí rodičům Aniellu Fuscovi a Giuseppině Schianové. Pojmenován byl podle sv. Alfonse Maria z Liguori, na jehož přímluvu se měl dle jeho rodičů narodit. Jeho otec pracoval jako farmář.
Již v dětství se rozhodl stát knězem a roku 1850, ve svých jedenácti letech, vstoupil do kněžského semináře v Nocera Inferiore. Mezi lety 1856–1857 přijal nižší svěcení. Později přijal i podjáhenské a jáhenské svěcení. Na kněze byl vysvěcen dne 29. května 1863 v Avellinu arcibiskupem Antoniem Salomonem.
Dne 26. září 1878 spoluzaložil, spolu s Maddalenou Caputo, ženskou řeholní kongregaci Sester svatého Jana Křtitele, jež má za úkol výchovu opuštěných dětí a mládeže.
Zemřel dne 6. února 1910 v Angri. Jeho tělo je uloženo v průhledné hrobce v mateřském domě jím založené kongregace v Angri.

## Úcta

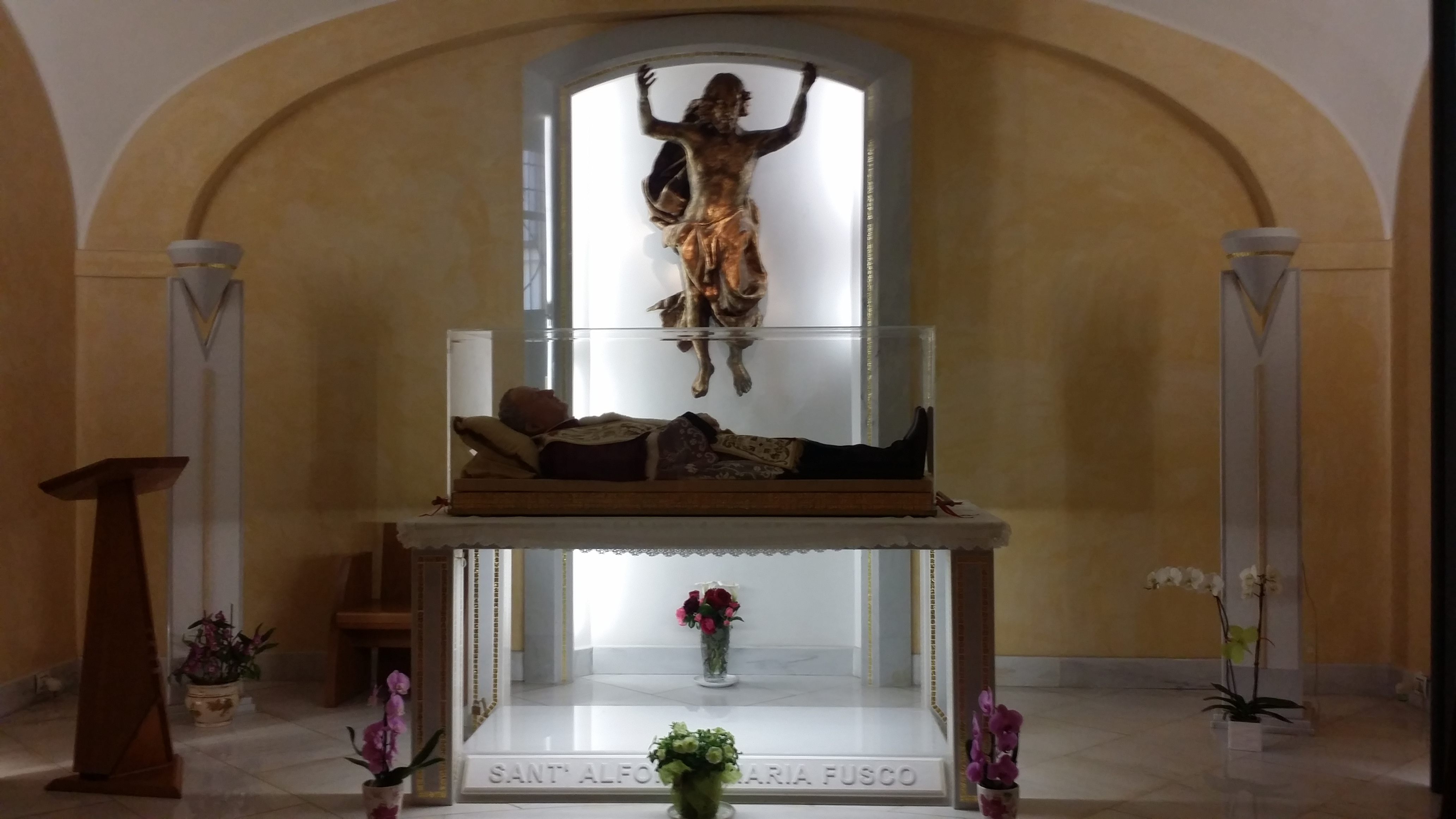
Jeho hrobka v mateřském domě kongregace Sester svatého Jana Křtitele v Angri

Jeho beatifikační proces započal dne 22. června 1951, čímž obdržel titul služebník Boží. Dne 12. února 1976 jej papež sv. Pavel VI. podepsáním dekretu o jeho hrdinských ctnostech prohlásil za ctihodného. Dne 1. července 2000 byl uznán první zázrak na jeho přímluvu, potřebný pro jeho blahořečení.
Blahořečen pak byl dne 7. října 2001 na Svatopetrském náměstí papežem sv. Janem Pavlem II. Dne 26. dubna 2016 byl uznán druhý zázrak na jeho přímluvu, potřebný pro jeho svatořečení. Svatořečen pak byl spolu s několika dalšími světci dne 16. října 2016 na Svatopetrském náměstí papežem Františkem.
Jeho památka je připomínána 6. února. Bývá zobrazován v kněžském oděvu.

## Odkazy

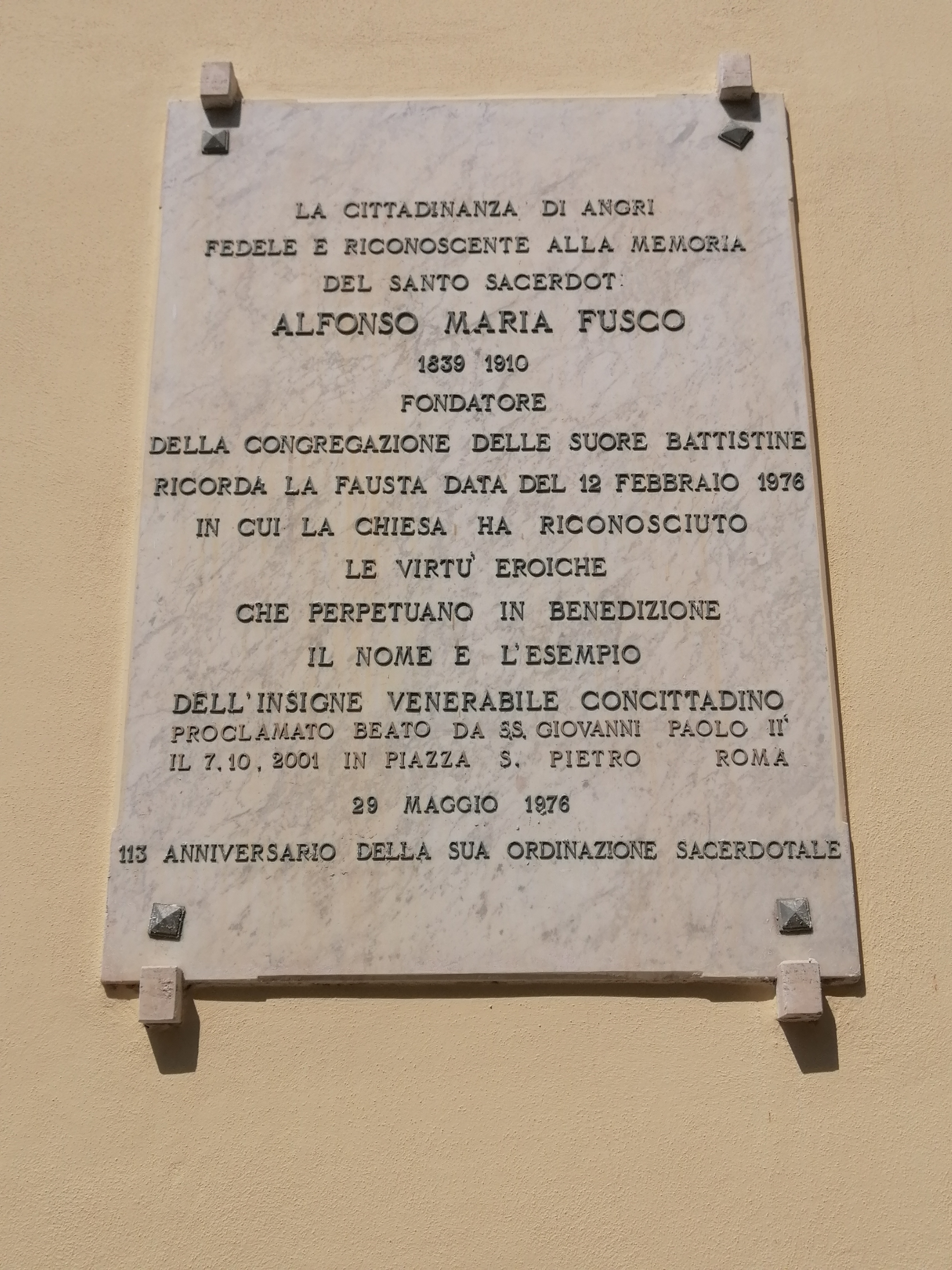
Jeho pamětní deska na zdi hradu Doria v Angri